# Campo di concentramento di Gunskirchen

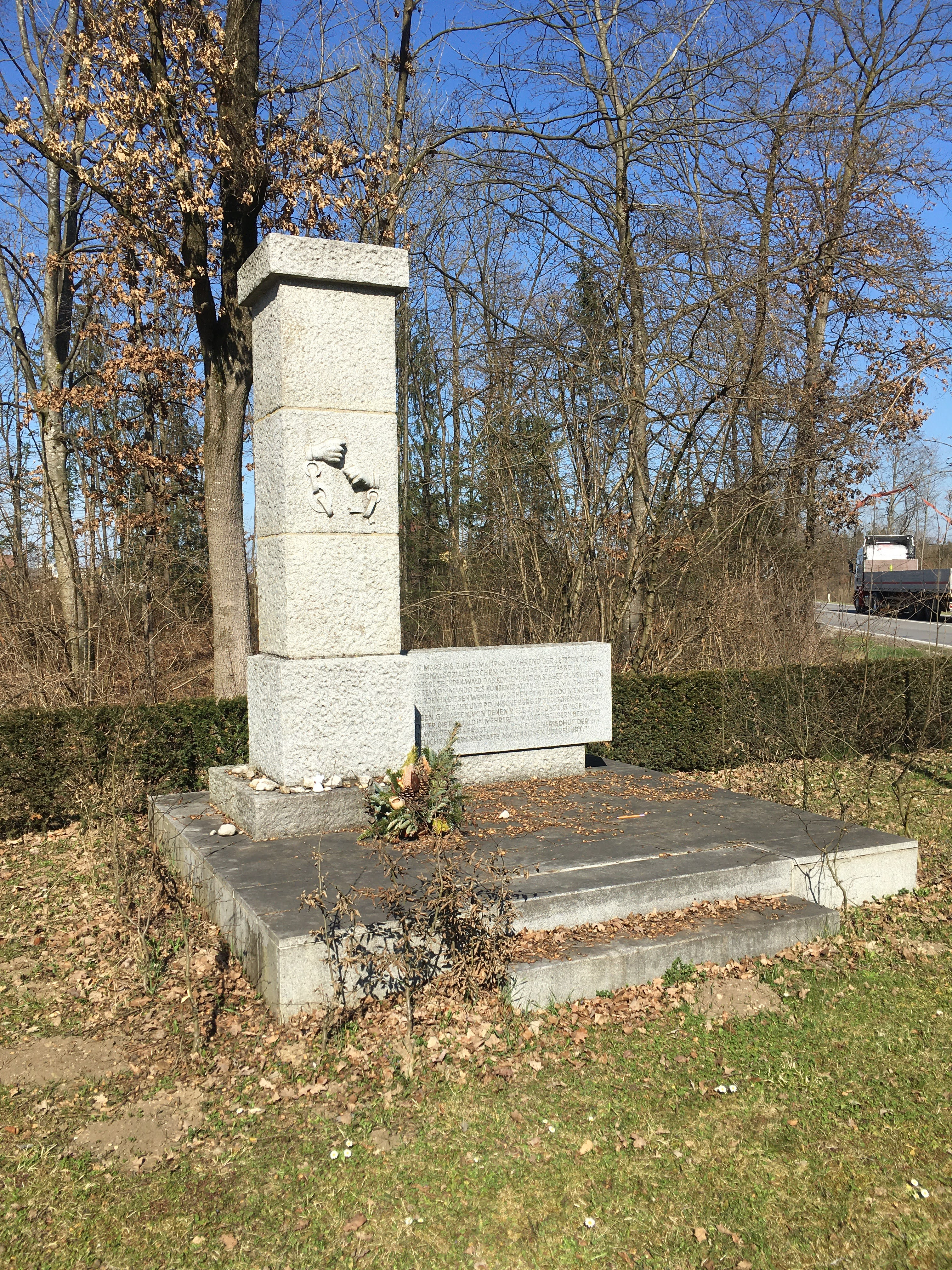
Il memoriale del campo

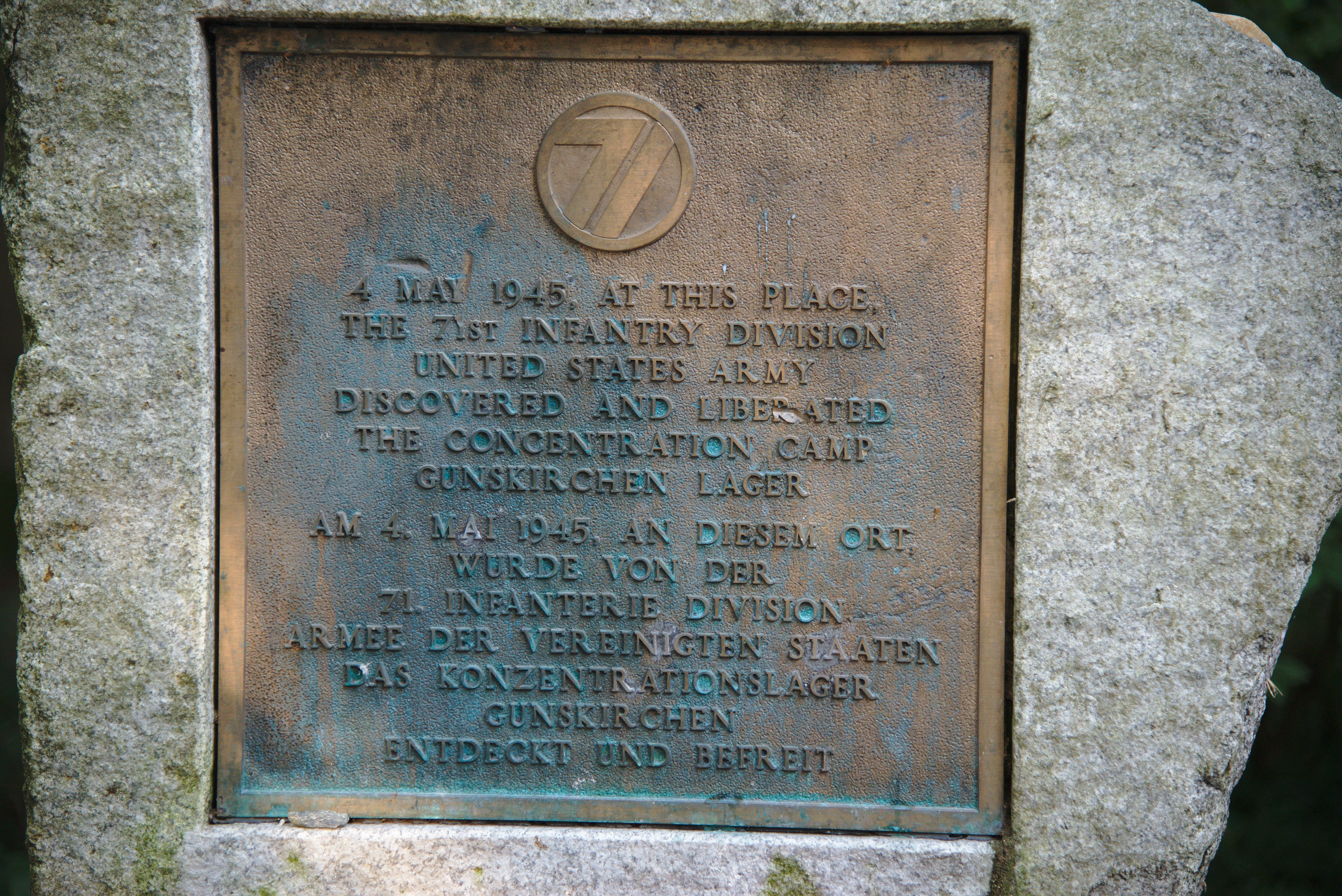
Targa commemorativa (inglese/tedesco)

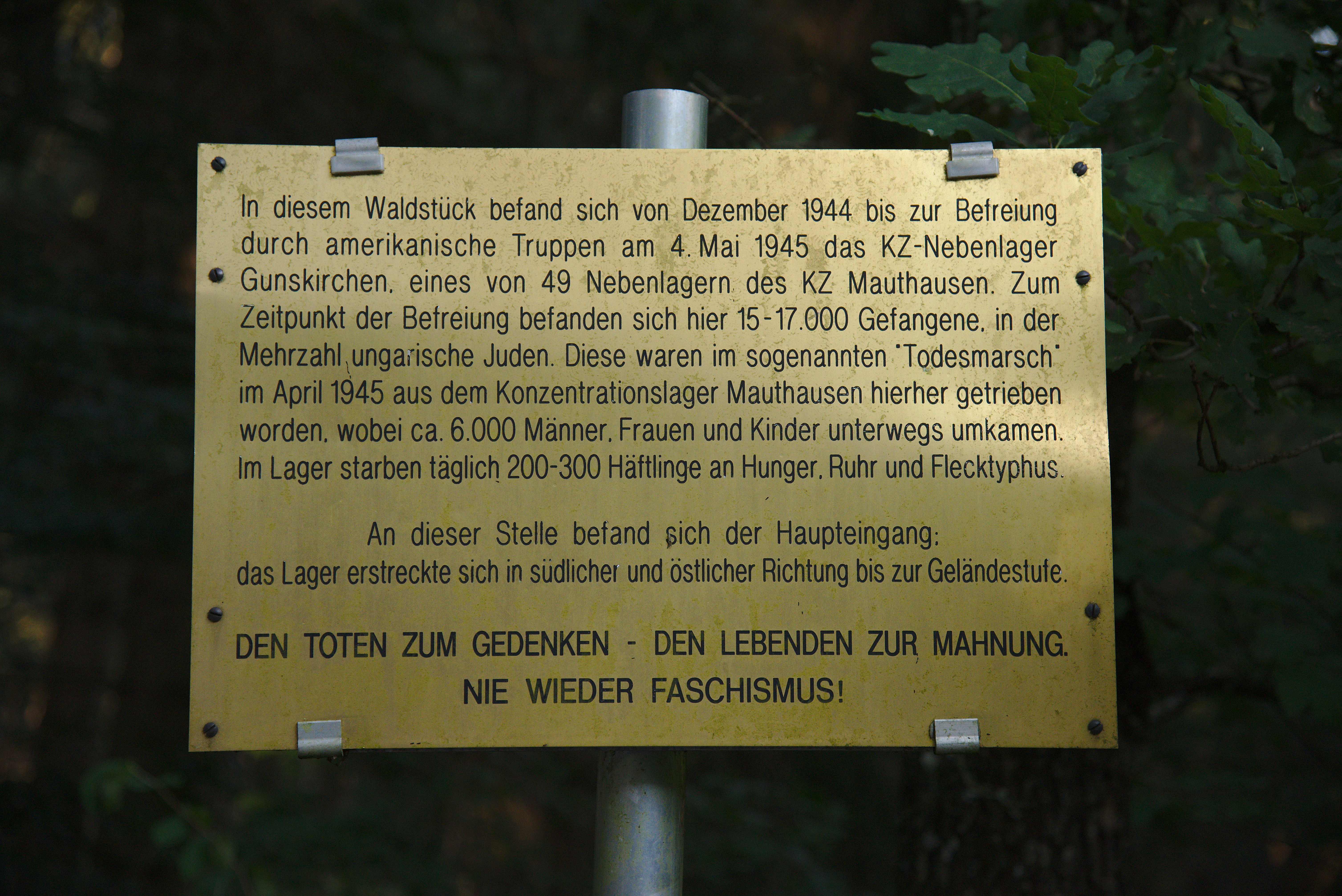
Targa commemorativa (tedesco)

Il campo di concentramento di Gunskirchen era un lager nazista, uno dei quarantanove sottocampi del campo di concentramento di Mauthausen, sito nell'omonima località austriaca. Fu attivo dal dicembre del 1944 fino al 4 maggio 1945, il giorno in cui fu scoperto e liberato da militari statunitensi.

## Storia
Le prime indicazioni sulla edificazione del campo in un'area forestale incontaminata risalgono al 27 dicembre 1944; a quel tempo circa 400 prigionieri furono impiegati nella costruzione del sottocampo. Questi prigionieri furono inizialmente ospitati in un ex edificio scolastico nel villaggio di Gunskirchen. Il campo divenne operativo nel marzo 1945, come campo di accoglienza per gli oltre 15.000 prigionieri ebrei ungheresi che erano stati precedentemente impiegati nella costruzione di fortificazioni al confine con l'Ungheria. "Evacuati" a Mauthausen, vi avevano trovato rifugio in tende.
La decisione di trasferire i prigionieri a Gunskirchen si era resa necessaria perché le condizioni sanitarie inadeguate della tendopoli mettevano in pericolo l'intero campo di Mauthausen. Ai prigionieri ungheresi furono uniti, oltre a 400 prigionieri politici, anche i molti prigionieri ebrei giunti a Mauthausen da Auschwitz o altri campi con le marce della morte. L'accorpamento dei prigionieri ebrei in un campo separato fu molto probabilmente dovuto anche alla direttiva di Heinrich Himmler, secondo la quale gli ebrei dovevano essere tenuti in vita come possibile pegno di scambio.
I prigionieri, tra cui numerose donne e bambini, lasciarono il campo principale di Mauhausen in tre gruppi tra il 16 e il 28 aprile 1945. Per i prigionieri indeboliti, queste marce verso Gunskirchen, a 55 chilometri di distanza, divennero marce della morte. Numerose persone morirono lungo la strada o furono uccise dalle guardie. Presumibilmente ci furono oltre 1500 vittime.
Le baracche provvisorie di Gunskirchen furono presto completamente sovraffollate. Nelle ultime settimane e giorni prima della liberazione la situazione andò completamente fuori controllo: la maggior parte dei prigionieri si trovarono privi di alcun riparo entro i recinti del campo esposti alla pioggia e alle intemperie, le forniture di cibo e acqua scarseggiarono fino a cessare del tutto, un'epidemia di tifo e dissenteria si diffuse senza controllo. Centinaia di persone morivano nel campo ogni giorno. Si cercò inizialmente di seppellire i morti in fosse comuni, poi a migliaia rimasero insepolti nel campo.

## La Liberazione del campo (3-5 maggio 1945)
L'SS-Hauptsturmführer Karl Schulz annunciò il 3 maggio 1945 che voleva consegnare il campo agli americani. Lo stesso giorno, i dipendenti del Comitato Internazionale della Croce Rossa arrivarono al campo e cercarono di assicurare i primi rifornimenti. Appena resisi conto della fuga delle guardie, molti dei prigionieri ancora in forze abbandonarono il campo in cerca di cibo. Il giorno dopo, il 4-5 maggio 1945 l'esercito americano raggiunse il campo. I soldati della 71ª divisione di fanteria si trovarono di fronte ad una situazione spaventosa: 15.000 prigionieri esausti affollavano il campo. Per più di 1.500 di essi era ormai troppo tardi: morirono di malattia e di stenti nei giorni seguenti. Secondo le prime stime americane, almeno 3.000 morti erano in fosse comuni o ancora insepolti nel campo. Altre stime nel 1946 parlano di 4.500 corpi.
Tra i prigionieri liberati a Gunskirchen c'erano anche molti bambini ungheresi giunti al campo con le loro famiglie e numerosi adolescenti provenienti da Auschwitz ed evacuati a Mauthausen nel gennaio 1945. Tra di essi anche i nuclei superstiti di due gruppi di lavoro che si erano formati ad Auschwitz con bambini provenienti di Teresin (i "Birkenau Boys") e dal ghetto di Kovno (i "Kovno Boys").

## Deportati italiani nel lager di Gunskirchen
Tra i prigionieri del lager di Gunskirchen c'erano anche alcuni italiani:
- Lodovico Barbiano di Belgiojoso
- Bruno Vasari
- Rahamin Coen (Cohen)

## La memoria
Nel 1979, 1.227 morti furono riesumati da fosse comuni e sepolti nel Memoriale di Mauthausen. Una lapide nella foresta vicino a Gunskirchen reca l'iscrizione: "Il 4 maggio 1945, il campo di concentramento di Gunskirchen fu scoperto e liberato in questo luogo dalla 71ª divisione di fanteria dell'esercito degli Stati Uniti".
Nel 1981 è stato eretto un monumento alla confluenza di Lambcher Strasse con Bundesstrasse 1.